# 飛鳥桃子
飛鳥桃子（日语：／ Asuka Momoko），通稱小桃子（ Momo-chan），是日本動畫『小魔女DoReMi』中的架空角色之一，也是系列作中的主角之一，隸屬魔法堂(MAHO堂)的其中一名「小麻煩魔女」，日本配音員為宮原永海，中文版配音員為雷碧文，粵語版配音員為曾秀清。

## 個人設定
1990年（平成2年） 5月6日出生、金牛座，血型為AB型。
美國籍日僑，出生地為橫濱，六歲時隨著父母移民至美國紐約居住，11歲時因父親在日本的建案回到日本並搬到美空市，轉入美空市立美空第一小學就讀，就讀班級為5年1班⇒6年1班，畢業之後回到紐約就讀當地的一貫制學校直到16歲畢業。
父親為一級建築師飛鳥建三，母親是專業攝影師飛鳥美野里。
因為自幼稚園就到美國生活的緣故，所以英語流利且沒有口音，但日語說得並不流暢。
頭髮為黃色，見習生服裝顏色為金黃色，作為隨從的精靈為「妮妮」，波龍的音色為吉他音調，剛好對應自身擅長的樂器吉他，使用魔法的咒語為「佩魯坦佩登 啪啦力啦砰」，魔幻舞台咒語為「佩魯坦佩登 舒爽明亮」。
夢想是成為專業的糕點師傅，也是小麻煩魔女中最早決定未來志向的。
用魔法變身過小花小學時代對外宣稱的父親。
16歲時跟著父母回來美空市，並入籍美空高校與DoReMi和小愛同班。
高中畢業後後前往法國巴黎的糕點學校，畢業後在糕點店Eugene學習糕點技術，目標是成為糕點師並復興恩師魔女夢露的糕點店。
人物設定參考自同為歸國日僑的日本歌手宇多田光。

## 成為魔女見習生
最初小桃子隨家人至美國居住時，因為不會英語而交不到朋友。某日在公園一個人閱讀書籍時，遇到了對其表示友善並給予小桃子餅乾的糕點師魔女夢露，從此以後兩人便結下了不解之緣。桃子除了會到其店面「MONROE'S MAGICAL SHOP」（等同於紐約的魔法堂）學習做甜點的技術外，也由魔女夢露教授英文，很快的讓小桃子克服語言障礙，而交到了朋友。此時的小桃子仍不知道魔女夢露是一名真正的魔女。
之後在小學販賣布朗尼的義賣會成功後，小桃子來到了魔女夢露的店裡想分享這份喜悅，但剛好撞見魔女夢露騎著掃把從魔女世界回來，不但識破了其身分，讓魔女夢露變成了魔女青蛙，也開始了小桃子的魔女修行之路。她是系列作中最初第二位不隸屬魔女莉卡旗下的見習生，花了一年的時間考過所有見習生測驗，但在考過最後的第一級測驗後，魔女夢露卻因年邁衰老而過世，傷心欲絕的小桃子於是使用了能使死去之人復活的禁忌魔法企圖讓魔女夢露復活，最後因水晶球破裂而導致魔法失敗，因此喪失魔女資格，但也避免了沉睡千年的詛咒反噬。
後來女王為了協助DoReMi一夥人的甜點魔法堂營運和元老院的測試，再次把她找了回來，讓她和DoReMi一夥再一次成為魔女見習生，在第3期甜點魔法堂經營中，小桃子製作甜點的知識和經驗成為了相當寶貴的存在，更讓她成為第三部相當重要的要角。
最後與夥伴們決議不成為魔女，但在小說版時，因父親要負責北京奧運的建築設施設計，而在秋天跟著父母回來日本，並在DoReMi一夥人之後也成為了魔女見習生。

## 人物

### 外表
有著遺傳自母親的明顯粗眉，頭髮為金色，綁著兩個圓圈狀，被愛子稱作「烏賊圈」的髮型，被吐槽不輸給DoReMi機器弄出來的丸子頭，頭髮在動畫中完全沒有放下來過。
多數穿著的服装是露出肚臍的橘色上衣，配上有著吊帶的白色的迷你裙和黑襪，耳朵上戴著作為魔女夢露遺物的耳環，是她最珍貴的寶物。
以長相來說是名美人，在轉校初期時曾有班上男生私下稱其外表可愛及身材姣好。

### 性格
雖然雙親都是土生土長的日本人，但因為從小在美國成長的緣故，受當地影響也造就了小桃子有話直說的個性，在受有同樣經驗的小愛開導後已逐漸改善。
在適應日本的環境後，開始發揮了天然呆的天性，第四部開始更是常與有同樣天性的小花把這個性發揮的淋漓盡致。
雖然熱愛自己祖國日本的文化，但仍如同不熟日本文化的外國人般常對一些傳統習俗有奇怪的錯誤認知，甚至還會把日語詞彙說錯，也常因為自身半生不熟的錯誤知識而搞錯事情，而進一步惹出笑話。
在遇上困難時大多都是用一股腦的往前來突破困境。
和羽月同樣笑點極低，但差別是只對豐健二人組的冷笑話有反應，縱然有時根本聽不懂，到後期聽得懂日文後甚至會因為杉山豐和單獨說出的冷笑話而發笑。
有著「啊哈哈哈哈(アヒャヒャヒャヒャ〜)」的獨特口音笑聲。
和羽月一樣極度害怕幽靈鬼怪之類的事物，但差別是並不怕西方的鬼怪事物，可以很輕鬆面對美式風格的萬聖節氣氛。
因為是在人種多樣的美國長大，所以相當痛恨種族歧視。
最喜歡的甜點是草莓塔，雖不及DoReMi對牛排的熱愛，但第三級測驗時曾因草莓塔而不合格。
有著和小愛同樣級別的豐富運動知識，非常會打籃球，也喜歡打棒球，但棒球技術不佳。
對已故的恩師魔女夢露非常的想念，在日本只要想起她時便會哭泣，而因為魔女死亡後幾乎都會留下對思念者的殘留魔力，所以即使已不在人世，也永遠的活在桃子的心中，時常在關鍵時刻給迷惘的小桃子提示，對小桃子來說是影響其一生的重要人物。

### 語言能力
當初計畫永久居留美國的雙親為了讓小桃子早日學會英文，所以就算是在家也完全使用英語溝通，而在配合魔女夢露的教導後，更加速了小桃子的英語能力，但同時也導致了回到日本後小桃子幾乎忘記了日語的用法，在初登場時只能用很相當緩慢的速度來唸或聽些簡單的日語，初期幾乎和DoReMi等人都只能用見習生服裝或糕點師服裝的翻譯機來進行溝通。
隨著劇情演進，在日常生活和學校裡漸漸的不再有語言不通的問題，並且還同時使用日語和英文來雙語化，更已經能讀懂日文書，而雖然日語大有進步，但在驚慌失措時還是會有說全英語或擺出意義不明動作的情況。
在第6期再度回到日本時日語已經非常流暢，基本生活用的日文已經不是問題，特別的感謝在紐約當地成為朋友的貝絲和幸子。。
曾被DoReMi和泡泡兩姊妹不小心教導錯誤的成語用法，結果害小桃子被關老師叫去補習。

### 朋友關係
美國當地最要好的朋友是黑人少女「貝絲」，桃子彈吉他的技巧就是出自於她。
回到日本後第一個認識的朋友為DoReMi，還曾一度猶豫是否要和父母回美國。
因為想了解音符對於工作的幹勁來源，所以曾跟隨音符一日，觀察其工作。
最初很討厭玉木麗香，因為她是第一個向老師告狀小桃子違反校規戴耳環的人，也因為她對桃子的好友貝絲有種族歧視感到不滿，但後來發現玉木跟紐約當地的討人厭小孩瑪莉很像，後期小桃子和玉木在相處後也成為了好友。
常對男生私下在做的事物很有興趣，在打聽藉此理解後也去幫忙他們。
在横川信子和丸山美穗所做的作品飾演「超級桃子」，為美式漫畫的風格。
曾在劍道對抗戰勝利後，對著受傷的岡島小太郎吻了他的臉頰。
曾用魔法將自己變成貓後，被一隻也叫「桃子」的貓咪發了情似的追逐。
高中時暗戀Eugene美空分店的糕點師清水藍，但知道對方有女友後消沉了好一陣子。

### 其他
因為未參與到照顧小花一年的過程，所以對於照顧小花的方式非常不熟，還曾因為練習育嬰的方式太過詭異而被父母以為腦袋出問題。
似乎是因為小桃子沒有使用過《#》時期的旋律轉換器的緣故，小說版中Doremi在動畫中使用過的四款轉換器裡旋律轉換器是高中生時期的Doremi唯一沒有再次使用的轉換器。
算術科目優秀，也有不俗的體育能力，但其他要使用日語的科目似乎就不是太好。
不懂日本文化中「搥背券」的意思，對其完全無法理解。
曾扮演「小魔女戰士-魔女特攻隊」的魔女黃戰士。
碰到緊急情況時力氣會很大，能夠搬得動DoReMi加上小花重量的床單，並且快速的奔跑。。
早期設定見習生服裝的顏色為綠色。